# 二宮神社 (成田市)
二宮神社（にのみやじんじゃ）は、千葉県成田市松崎に位置する神社である。旧社格は無格社。

## 概要
経津主命（ふつぬしのみこと）を祭神とする神社で、創建は正確には不明とされているが、一説には斉衡3年（856年）創建と伝えられている。古くは二ノ宮埴生大明神と称した。松崎村、大竹村、宝田村、上福田村、下福田村の5ヵ村の郷社であった。明治元年（1868年）、二ノ宮埴生神社と改称された。

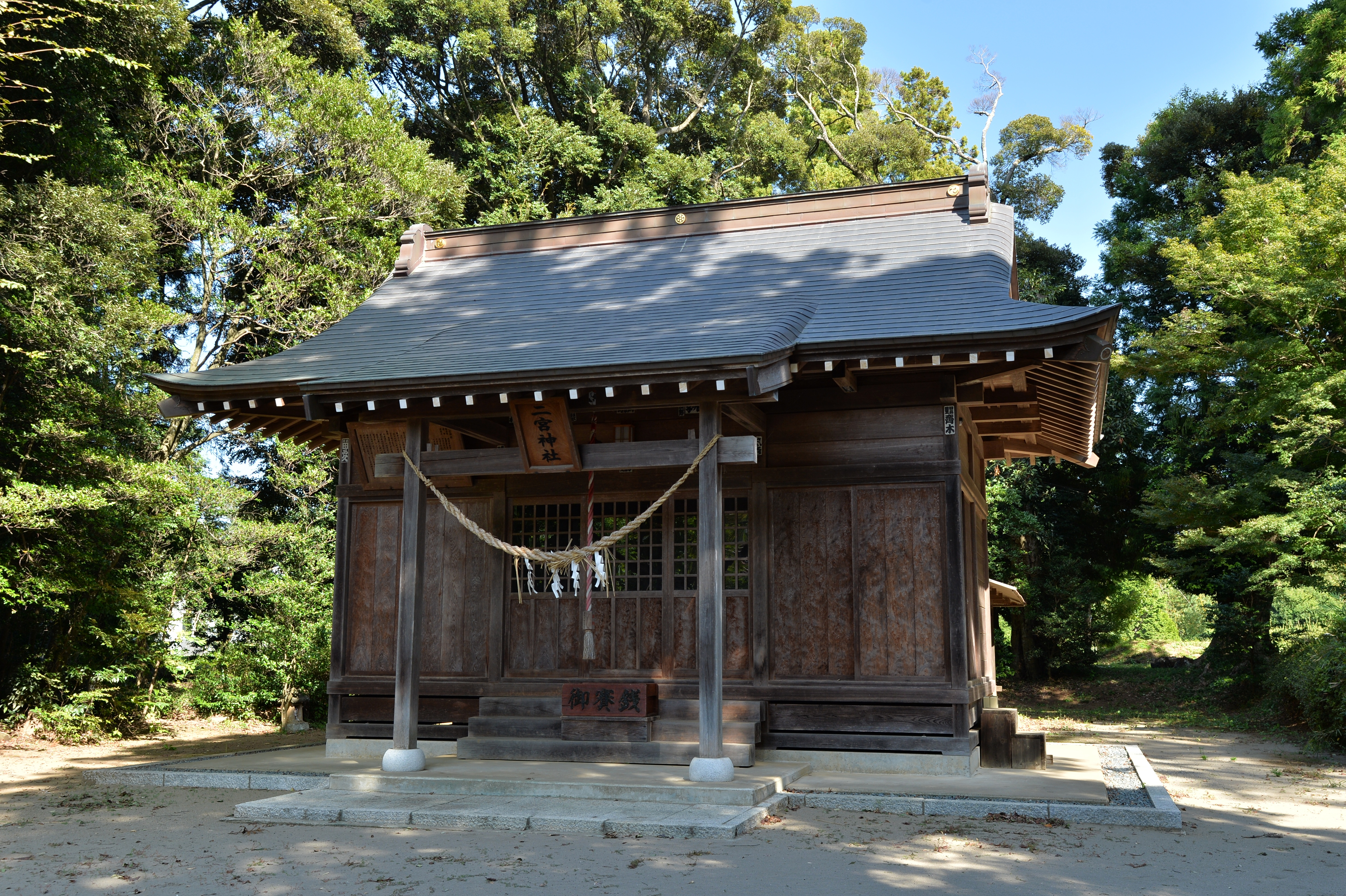
拝殿
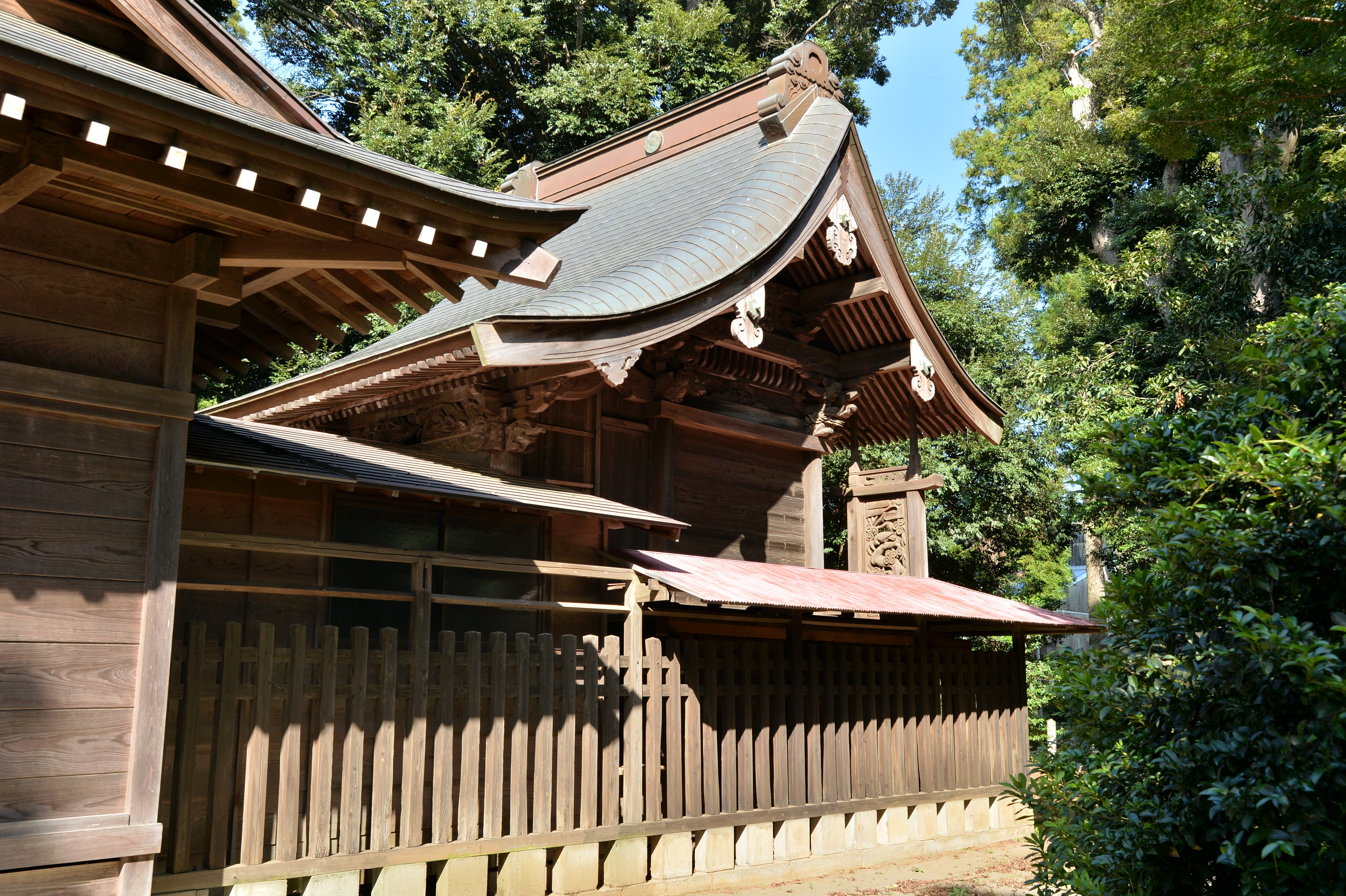
本殿
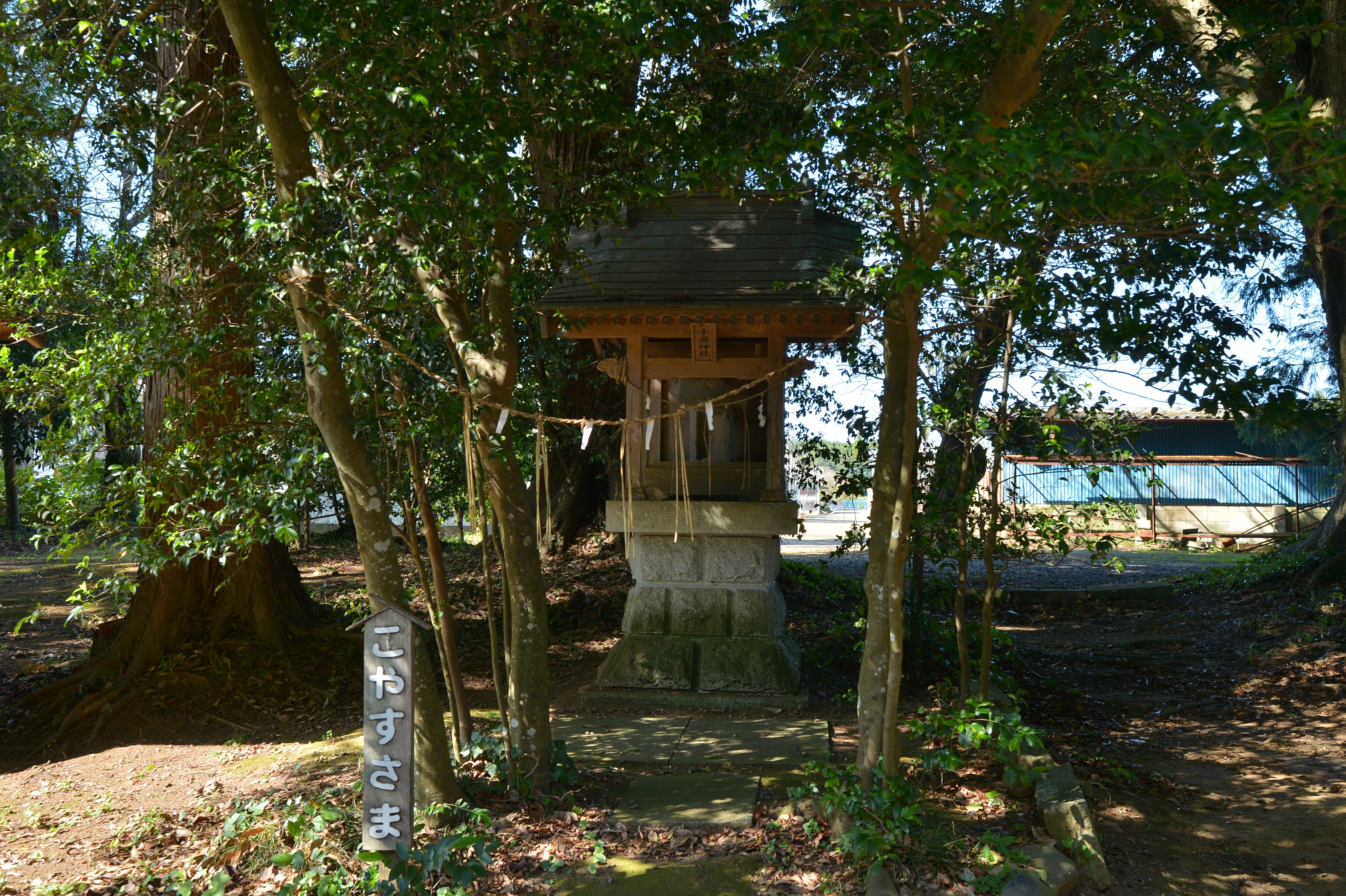
境内社の子安神社
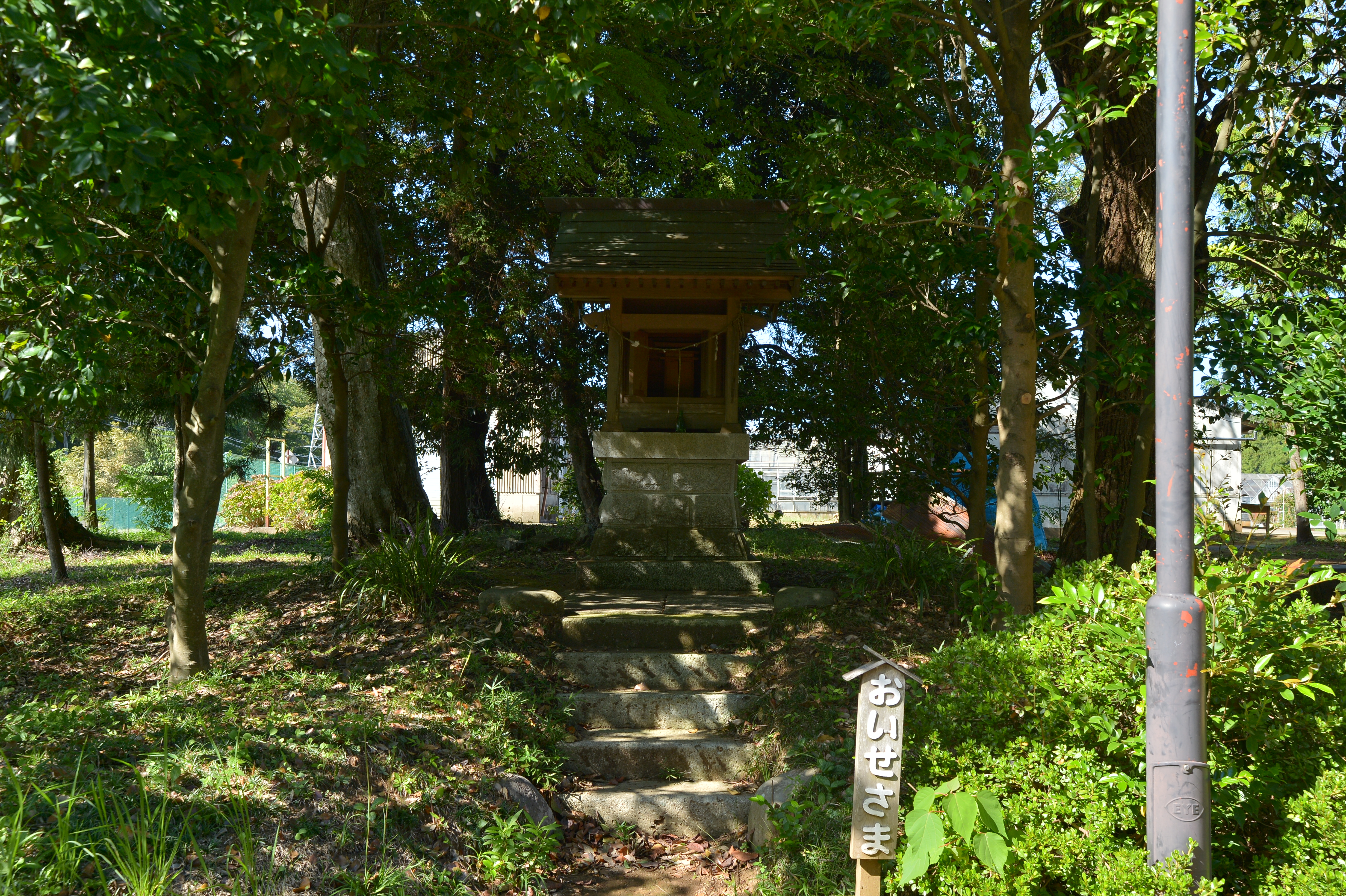
境内社の伊勢神社

## 交通
最寄り駅
- JR成田線下総松崎駅下車 徒歩約15分